# Ville Mattila
Ville Mattila, född 9 mars 1903 i Haapavesi och död 11 juli 1987 i Haapavesi, var en finsk längdskidåkare som tävlade under 1920-talet. Vid olympiska vinterspelen i Chamonix deltog han i militärpatrull och ingick i det finska laget som tog silver. Han åkte till olympiska spelen som reserv, men fick delta i och med att Martti Lappalainen blev sjuk. Ville deltog även i olympiska vinterspelen i Sankt Moritz på 18 kilometer där han kom tia.